# Premature
Premature é uma filme de comédia americano de 2014 dirigido por Dan Beers, em sua estréia como diretor. Estrelado por John Karna, Katie Findlay, Craig Roberts, Carlson Young, Adam Riegler e Alan Tudyk. Ele foi escrito por Dan Beers e Mathew Harawitz, produzido por Karen Lunder e Aaron Ryder, com música de Nick Urata, cinematografia por Jimmy Lindsey e edição por Robert Nassau.

## Enredo
Rob Crabbe é um estudante regular de ensino médio. Em um determinado dia, Rob tem uma entrevista para faculdade que poderia mudar sua vida. Como Rob acorda de um sonho molhado, sua mãe entra em seu quarto e pede Rob para limpar sua roupa, depois dela vê-lo manchado, obviamente, com o sémen. Durante a entrevista de admissão para a Universidade de Georgetown (a "alma mater", do pai de Rob), Jack Roth (o entrevistador) explode em lágrimas por causa de sua esposa que morreu recentemente. Uma série de eventos ocorrem para atrapalhar  mais o dia de Rob.
Uma colega de classe sexy, Angela Yearwood, dá Rob a impressão de que ela quer dormir com ele. Ele visita Angela, os dois se beijam, e quando Angela coloca a mão em sua calça, ele ejacula e acorda em seu quarto, exatamente no mesmo momento em que sua mãe entra em seu quarto. O dia começa de novo. No primeiro Rob acredita que tudo foi apenas um sonho, mas depois de experimentar o mesmo dia várias vezes, terminando com a sua ejaculação, ele percebe que não é um sonho. Rob, em seguida, tenta fazer o dia diferente, mas nada resulta em lhe tirar do loop do tempo.

## Elenco
- John Karna como Rob Crabbe [6][4]
- Katie Findlay como Gabrielle
- Craig Roberts como Stanley
- Carlson Young como Angela Yearwood
- Adam Riegler como Arthur
- Alan Tudyk como Jack Roth
- Brian Huskey como Diretor Hansen
- Jonathan Kleitman como Uzy
- Steve Coulter como Jim Crabbe
- Kate Kneeland como Anne Crabbe
- Zoe Myers como Lisa
- Parisa Johnston como Mãe de Arthur

## Recepção da crítica
O site especializado em críticas Rotten tomatoes deu uma classificação de 50% com base em 20 avaliações, com uma pontuação média ponderada de 5.4/10. No site Metacritic, o filme tem uma pontuação de 34%, com base em 9 críticas, indicando "geralmente comentários desfavoráveis".

## Ligações Externas
- Premature. no IMDb.
- «Premature» (em inglês) no Rotten Tomatoes
- «Premature» (em inglês). no Metacritic

- Premature no AllMovie (em inglês) (classificação 2/5)